# Цзычуань
Цзычуа́нь (кит. упр. 淄川, пиньинь Zīchuān) — район городского подчинения городского округа Цзыбо провинции Шаньдун (КНР). Название района означает «река Цзы»; он назван по реке Цзыхэ.

## История
При империи Хань здесь был создан уезд Баньян (般阳县), названный так потому, что располагался с южной («янской») стороны реки Баньхэ. В эпоху Южных и Северных династий в 428 году он был переименован в Бэйцю (贝丘县). При империи Суй в 598 году уезд получил название Цзычуань (淄川县). При империи Мин в 1376 году уезд Цзычуань был поднят в статусе до области Цзычуань (淄川州), но в следующем году область опять была понижена в статусе до уезда.
В 1950 году был создан Специальный район Цзыбо (淄博专区), и уезд вошёл в его состав. В апреле 1955 года Специальный район Цзыбо был расформирован, а вместо него образован город Цзыбо; уезд Цзычуань также был расформирован, а на его территории были образованы районы городского подчинения Янсинь (杨寨区), Хуншань (洪山区) и Куньлунь (昆仑区). В феврале 1956 года районы Куньлунь и Янсинь были объединены в район Цзычуань, а в апреле 1958 года к нему был присоединён и район Хуншань. В январе 1959 года в состав воссозданного Специального района Цзыбо был возвращён уезд Бошань, который в 1955 году был передан в состав Специального района Чанвэй (昌潍专区), и его территория была разделена между районами Цзычуань и Бошань.

## Административное деление
Район делится на 4 уличных комитета и 9 посёлков.